# Philodromus lividus
Philodromus lividus är en spindelart som beskrevs av Simon 1875. Philodromus lividus ingår i släktet Philodromus och familjen snabblöparspindlar. Inga underarter finns listade i Catalogue of Life.